# Carcelia tjibodana
Carcelia tjibodana är en tvåvingeart som beskrevs av Townsend 1927. Carcelia tjibodana ingår i släktet Carcelia och familjen parasitflugor. Inga underarter finns listade i Catalogue of Life.